# Bedenec
Bedenec falu Horvátországban Varasd megyében. Közigazgatásilag Ivanechez tartozik.

## Fekvése
Varasdtól 23 km-re délnyugatra, községközpontjától 5 km-re északnyugatra az Ivaneci-hegység északi részén, a Bednja-folyó bal partján fekszik.

## Története
A falu területén újkőkori és bronzkori leletek kerültek elő. 1857-ben 677, 1910-ben 1076 lakosa volt.
A trianoni békeszerződésig Varasd vármegye Ivaneci járáshoz tartozott. 2001-ben 218 háza és 814 lakosa volt.

## Külső hivatkozások
- Ivanec város hivatalos oldala
- Az ivaneci turisztkai egyesület honlapja